# Pir Sultan Abdal
Pir Sultan Abdal (1480 - 1550) var en alevitisk dede og poet, som levede omkring det 16. århundrede. Der findes ikke særlig mange oplysninger om hans liv, men det menes, at han må have gjort oprør mod den osmanniske stat, hvorfor han blev henrettet.
Han æres stadig højt af alevitterne og anses som et symbol på modstand mod uretfærdighed. Hans digte florerer rundt i og omkring Anatolien og benyttes også af alevitterne under deres religiøse ceremonier.
Pir Sultan var blot et udbredt kaldenavn, som han brugte i sine digte. Hans rigtige navn var Haydar. Han blev født i landsbyen Banaz, beliggende i subprovinsen Yıldızeli i Sivas. Pir Sultan var også en dede, religiøs leder i alevismen, hvorfor han blev kaldt "Pir". Han fik tre sønner (Seyyid Ali Sultan, Pir Mehmet og Er Gaip Sultan) samt én datter (Senem). Efter Pir Sultan's henrettelse, blev hans slægt fordrevet. Seyyid Ali Sultan flygtede således til Çorum-området sammen med søsteren Senem. Er Gaip flygtede til Dersim, mens Pir Mehmet måtte flygte til Tokat. Det siges, at Seyyid Ali Sultan efter 27 år i Çorum vendte tilbage til sin landsby Banaz sammen med sin søster.
I dag eksisterer Pir Sultan's ocak stadig i Sivas, Çorum, Tokat samt Dersim og Pir Sultans slægt fortsætter stadigvæk deres stillinger som dede.
Det vides ikke nøjagtigt, hvornår han blev henrettet, men forskellige sagkyndiges teorier peger på et sted mellem 1540 og 1560.